# Рупертова земља
Рупертова земља (енгл. Rupert's Land, фр. Terre de Rupert), односно Земља принца Руперта (енгл. Prince Rupert's Land, фр. Terre du Prince Rupert), је историјска територија у Северној Америци. Рупертова земља обухвата подручје око Хадсоновог залива, и данас већински припада Канади. Мањи део припада територији САД. Рупертова земља је добила име по принцу Руперту, рођаку краља Чарлса I.
Рупертова земља је била под управом Компанија Хадсоновог залива од 1670. године па све до продаје Канади 1870. године.

## Историја
Године 1670. Компанија Хадсоновог залива је добила повељом краља Чарлса II трговински монопол над целокупним сливом Хадсоновог залива. Територија обухавата око 3,9 милиона километара квардратних, односно око једне трећине територије данашње Канаде. На тој су територији живели многобројни домороци који су оспоравали суверенитет Рупертове земље.
Компанија се бавила углавном трговином крзна и запошљавала је и велики број локалних становника. Ипак, локални радници у почетку нису могли да напредују више од управника поште. Компанија је доносила своја правила да би осигурала своје пословање и живот у насељима који су били на њеној територији. Ипак, на овој територији су владали британски парламент и британско обичајно право.
Преовлађивао је став да домородачко становништво нема право суверенитета и да је задатак државе и цркве да штити локално становништво и да их учи новом поретку. Иако је компанија управљала територијом, није јасно да ли је она имала право да прода територију Канади.

## Продаја Канади
У току 1869. и 1870. године, компанија је продала новоформираној влади Канаде права над Рупертовом земљом за 300 хиљада фунти. Промена власти је првобитно била планирана за 1. децембар 1869, али је одложена због побуне код Црвене реке. Канадска власт је преузела контролу 15. јула 1870.
Територија Рупортове земље данас обухвата канадске области Манитоба (комплетно), Саскачеван (већина), Алберта, Нунавут, Онтарио, Квебек (мањим делом), као и делове америчких држава Минесота, Монтана, Северна и Јужна Дакота. Име Рупертове земље након продаје почиње да бледи у свести и да нестаје из географских атласа.

## Занимљивости
- Први велики специјал стрипа Загор „Пустоловина у Канади“ се одиграва у Рупертовој земљи и описује живот локалног становништва ослањајући се на мање познате историјске чињенице.[1]